# ざびえる本舗
株式会社ざびえる本舗（ざびえるほんぽ）は、大分県大分市に本社を置く菓子メーカー。社名の元にもなった「ざびえる」や「瑠異沙」などの大分県を代表する銘菓を製造・販売している。

## 沿革
- 2001年
  - 有限会社ざびえる本舗設立[1]。
  - 「ざびえる」販売開始。
- 2002年 - 「瑠異沙」販売開始。
- 2007年
  - 株式会社に組織変更。
  - 「豊のたちばな」販売開始。

## 商品
- ざびえる
- 瑠異沙
- 豊のたちばな
- 月さらさ
- 菓和里